# ホムンクルス

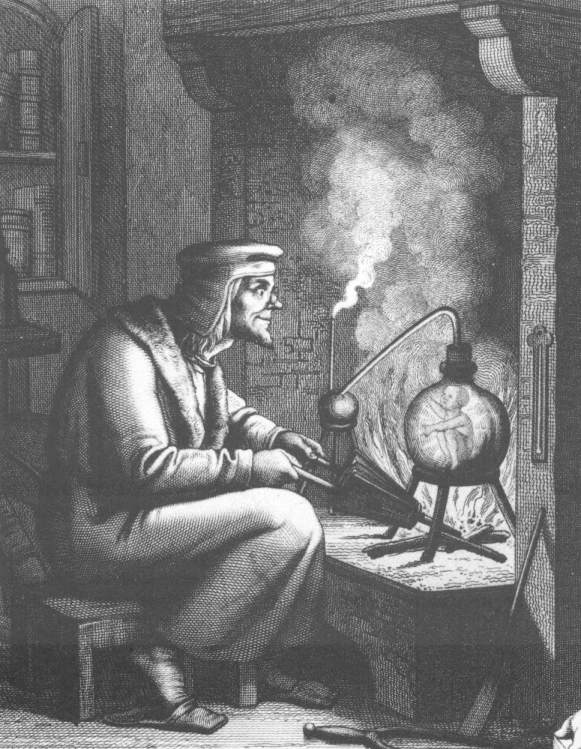
ホムンクルスを作り出す錬金術師。

ホムンクルス（ラテン語: Homunculus: 小人の意）とは、ヨーロッパの錬金術師による人造人間伝説。
製法はルネサンス期の錬金術師パラケルススの著作 De Natura Rerum （『ものの本性について』）によれば、蒸留器に人間の精液を入れて（それと数種類のハーブと糞を入れる説もある）40日密閉し腐敗させると、透明でヒトの形をした物質ではないものがあらわれる。それに毎日人間の血液を与え、馬の胎内と同等の温度で保温し、40週間保存すると人間の子供ができる。ただし体躯は人間のそれに比するとずっと小さいという。
ホムンクルスは、生まれながらにしてあらゆる知識を身に付けているという。また一説によるとホムンクルスはフラスコ内でしか生存できないという。
アレイスター・クロウリーは著作『ムーンチャイルド』の中で前述のような人工生命体としての解釈を誤りであると主張している。これは彼との交流によって描かれたサマセット・モームの小説『魔術師』に対する反論の意味合いが強いとされている。作中提示されるホムンクルスの製造法は一般的なものとは違い、赤子の体内に霊を導き入れて創造するという方法である。
18世紀から19世紀のドイツの文人ヨハン・ヴォルフガング・フォン・ゲーテは、自身が生み出した戯曲『ファウスト』第二部第二幕の中でこのホムンクルスを題材に取り上げている。
キリスト教では、人造人間は創造主である神・ヤハウェの領域に人間が足を踏み入れるものとして恐れられている。